# Football Club Honka
Pour le club de football féminin, voir Football Club Honka (féminines).
Maillots
Le FC Honka est un club finlandais de football basé à Tapiola, un quartier de la ville de Espoo.
Le club est fondé sous le nom de Tapion Honka en 1953 pour devenir le FC Honka en 1957 et il est promu pour la première fois de son histoire en première division du Championnat de Finlande de football à l'issue de la saison 2005. Le club évolue dans le Tapiolan Urheilupuisto Stadium.

## Historique
- 1953 : Fondation du club Tapion Honka
- 1953 : Fondation du club FC Honka
- 2005 : Montée en 1re division du championnat de Finlande
- 2023 : Après la saison 2023 club se déclare en faillite, il se retire de la première division et prend la place de l'équipe réserve en troisième division pour la saison 2024 sous le nom Honka Akatemia.

## Bilan sportif

### Palmarès
- Championnat de Finlande (D1)
  - Vice-champion : 2008, 2009 et 2013

- Championnat de Finlande (D2)
  - Champion : 2005

- Coupe de Finlande
  - Vainqueur : 2012
  - Finaliste : 1969, 2007, 2008 et 2023

- Coupe de la Ligue
  - Vainqueur : 2010, 2011 et 2022

### Bilan européen
Note : dans les résultats ci-dessous, le score du club est toujours donné en premier
| Saison    | Compétition             | Tour             | Club              | Domicile | Extérieur | Total   |
| --------- | ----------------------- | ---------------- | ----------------- | -------- | --------- | ------- |
| 2007-2008 | Coupe Intertoto         | Premier tour     | TVMK Tallinn      | 0 - 0    | 4 - 2     | 4 - 2   |
| 2007-2008 | Coupe Intertoto         | Deuxième tour    | AaB Aalborg       | 2 - 2    | 1 - 1     | 3 - 3 E |
| 2008-2009 | Coupe UEFA              | Premier tour Q   | ÍA Akranes        | 3 - 0    | 1 - 2     | 4 - 2   |
| 2008-2009 | Coupe UEFA              | Deuxième tour Q  | Viking Stavanger  | 0 - 0    | 2 - 1     | 2 - 1   |
| 2008-2009 | Coupe UEFA              | Premier tour     | Racing Santander  | 0 - 1    | 0 - 1     | 0 - 2   |
| 2009-2010 | Ligue Europa            | Deuxième tour Q  | Bangor City       | 2 - 0    | 1 - 0     | 3 - 0   |
| 2009-2010 | Ligue Europa            | Troisième tour Q | Qarabağ FK        | 0 - 1    | 1 - 2     | 1 - 3   |
| 2010-2011 | Ligue Europa            | Deuxième tour Q  | Bangor City       | 1 - 1    | 1 - 2     | 2 - 3   |
| 2011-2012 | Ligue Europa            | Premier tour Q   | JK Nõmme Kalju    | 0 - 0    | 2 - 0     | 2 - 0   |
| 2011-2012 | Ligue Europa            | Deuxième tour Q  | BK Häcken         | 0 - 2    | 0 - 1     | 0 - 3   |
| 2013-2014 | Ligue Europa            | Deuxième tour Q  | Lech Poznań       | 1 - 3    | 1 - 2     | 2 - 5   |
| 2014-2015 | Ligue Europa            | Premier tour Q   | JK Sillamäe Kalev | 3 - 2    | 1 - 2     | 4 - 4 E |
| 2020-2021 | Ligue Europa            | Premier tour Q   | AGF Aarhus        | N/A      | 2 - 5     | 2 - 5   |
| 2021-2022 | Ligue Europa Conférence | Premier tour Q   | NSÍ Runavík       | 0 - 0    | 3 - 1     | 3 - 1   |
| 2021-2022 | Ligue Europa Conférence | Deuxième tour Q  | NK Domžale        | 0 - 1    | 1 - 1     | 1 - 2   |
| 2023-2024 | Ligue Europa Conférence | Premier tour Q   | Tobol Kostanaï    | 0 - 0    | 1 - 2     | 1 - 2   |

Légende
- Victoire ou qualification pour le tour suivant.
- Match nul.
- Défaite ou élimination de la compétition.

## Joueurs connus
- Roni Porokara
- Tomi Maanoja
- Hannu Patronen
- Sergei Terehhov
- Juha Hakola